# Crisafio
Crisafio (griego: Χρυσάφιος) fue un eunuco en la corte romana de Oriente, que se convirtió en el principal ministro de Teodosio II (408-450). Efectivamente, el gobernante del imperio durante su ascendencia, persiguió una política de apaciguamiento hacia los Hunos, que le costó al imperio mucho más oro que cualquier campaña militar, mientras que acumuló una gran fortuna en sobornos. Él es representado como una figura siniestra en todos los relatos antiguos y es ridiculizado por Edward Gibbon.

## Vida y políticas
Los historiadores bizantinos nos dan una cantidad considerable de información sobre Crisafio. Su verdadero nombre era Taiouma (Teofanes 151),Tumna (Cedreno I 60) o Tzoumas (Patria II 182, Jorge Codinos 47) o incluso Ztommas (Malalas 363-6). Crisafio ejerció una influencia considerable en Teodosio II al final de su reinado. Según Malalas, Teodosio II amaba a Crisafio por su belleza (Malalas id y 368). Parece haber surgido de entre las filas: según Malalas, era un simple cubicularius (sirviente del dormitorio imperial); de acuerdo con el Chronicon Paschale, él era un spatharios (p.390)
En 441, el prefecto de la ciudad en Constantinopla era un poeta pagano de Panopolis en Egipto llamado Ciro, que era muy popular en la ciudad. Por lo tanto, incurrió en la envidia de Crisafio, quien diseñó su caída. Ciro se salvó mediante la conversión al cristianismo, pero la malicia de Crisafio no era tan fácil de frustrar, y el eunuco pidió que él sea nombrado obispo de Cotieo  en Frigia, donde la población había linchado las cuatro anteriores titulares. En el evento, Ciro sobrevivió y regresó a Constantinopla en el año 451 después de la muerte de Crisafio.
En 443, se convirtió en chambelán (Praepositus Sacri Cubiculi), lo que en la práctica lo convirtió en el principal ministro del débil Teodosio II. Los cronistas registran que era todopoderoso en el Palacio (Teof. 150; Prisco 227); la posterior Patria (II 182; Codinos 47) lo nombra anacrónicamente como un parakoimomenos, después de todos los poderosos oficiales eunucos de los siglos IX-X. Conspiró contra la hermana del emperador Pulqueria exaltando la influencia de la emperatriz Eudocia, y logró organizar su retirada del tribunal. Habiendo hecho esto, él intrigó contra la emperatriz, acusándola de adulterio con Paulinus, un amigo de la infancia del emperador. Luego fue desterrada en 444. Tras retirar a la esposa y a la hermana del emperador de la corte, Crisafio era efectivamente el gobernante del imperio, y se dice que el emperador firmó papeles sin leerlos (Teofanes, AM 5942).
En diciembre de 447, el rey Huno Atila llegó ante las murallas de Constantinopla. Crisafio adoptó una política de apaciguamiento, y el gobierno imperial le pagó a Atila un gran tributo por irse, en lugar de luchar.
Crisafio también había estado involucrado en las disputas eclesiásticas de la época y, aceptando sobornos de los diversos partidos, acumuló una gran fortuna. Era el ahijado del anciano abad cirílico Eutiquio, a quien esperaba colocar en el trono episcopal de Constantinopla y así aumentar su propia influencia política. Esto fue impedido por la elevación de Flaviano en 447. Por lo tanto, Crisafio indujo al emperador a requerir un regalo del nuevo obispo. Flaviano envió al emperador tres hogazas de pan consagrado, que Crisafio rechazó, sobre la base de que el emperador exigía oro. Flaviano se negó a proporcionar esto sobre la base de que los eclesiásticos no debían entregar las propiedades de la iglesia como sobornos (Evagrio II.2). Esto convirtió a Crisafio en su enemigo, pero Pulqueria todavía era influyente y defendió a Flaviano. Crisafio hizo arreglos para que un violento enemigo de Flaviano, Dioscoro, fuera nombrado Patriarca de Alejandría, y arregló el exilio de Pulqueria.
En 448 surgió la disputa eutiquiana, Eutiquio sobornó a Crisafio. Flaviano era reacio a dejarse arrastrar, por lo que organizó un concilio local en Constantinopla, que condenó a Eutiquio en 448. Sin embargo, Crisafio uso a Dioscoro para deponer a Flaviano en el "sínodo de ladrones " (Latrocinio) de Éfeso en agosto de 449. Usó a los soldados y clérigos títeres para evitar cualquier discusión sobre los problemas. Flaviano murió unos días después del cierre del Latrocinio debido a las heridas sufridas por la mafia de los monjes de Dioscoro, dirigidos por el temible abad Barsaumas, "un archimandrita sirio salvaje y analfabeto".
El problema de los Hunos no se había ido. En 449, Crisafio, con la aprobación de Teodosio, soborno a Edecon, el jefe de los guardias de Atila, para asesinarlo. Pero más tarde este reveló la trama a Atila, que exigió la cabeza de Crisafio. Este envió a un emisario con dinero, y Atila consintió en lenguaje despectivo perdonarlo y al emperador siempre que recibiera un pago de compensación anual de 700 libras de oro al año. Esta carga de impuestos sobre un imperio ya devastado por los estragos de los hunos hizo que el favorito, ya impopular, fuera profundamente odiado. Gibbon comenta que el dinero involucrado habría más que financiado cualquier guerra contra Atila.
El comportamiento de mano dura en el Latrocinio también retrocedió. Hubo una oposición general a las decisiones del consejo, y el Papa León I escribió al emperador y exigió un nuevo concilio.
Parece que Crisafio puede haber perdido el favor en los últimos meses del reinado de Teodosio. Tenía un enemigo en el Isaurio Zenon, Magister militum, que parece haber amenazado con una revuelta en 449. Ver John Ant. fr. 84 (De ins.), Y Priscus, fr. 5 (De leg. Rom.).

## Muerte
Teodosio II murió en 450, y fue sucedido por Marciano, que se casó con Pulqueria. Ambos eran enemigos personales de Crisafio.
Su destino es descrito de manera diferente por los historiadores. Según la mayoría, Pulqueria se vengó de Crisafio entregándolo a su enemigo mortal Jordanes, que lo mandó a la muerte (Teofanes 160, Chronicon Paschale 390, Malalas 368, Zonaras, III 107-109, Cedreno I 601-1603). Sin embargo, según Malalas, la causa de su muerte fue muy diferente. Crisafio había sido el jefe de la facción Verde, a quien Teodosio había protegido (Malalas 351). La sentencia de muerte de Crisafio aparentemente fue políticamente motivada. Apoyado por los Verdes, pudo haber incitado algunos disturbios, y se sabe que Marciano era partidario de los Azules (Malalas 368). Algunos dicen que Marciano le ordenó comparecer ante un tribunal para investigar sus fechorías. En el camino hacia allí, el ministro caído fue apedreado hasta la muerte por una turba enfurecida por los altos impuestos que se necesitaban para pagar tributo a Atila. Su inmensa riqueza fue confiscada.
La carrera política de Crisafio es registrada por el historiador bizantino Nicephorus Callistus Xanthopulus, quien se ocupa de sus acciones en los años críticos de 449-451. Evagrio Escolástico también registra algunas de sus acciones en asuntos de la iglesia.